# Бурлак, Иван Павлович
Ива́н Па́влович Бурла́к (настоящая фамилия — Стрельцов; 1893—1964) — советский оперный певец (баритон), народный артист РСФСР (1951).

## Биография

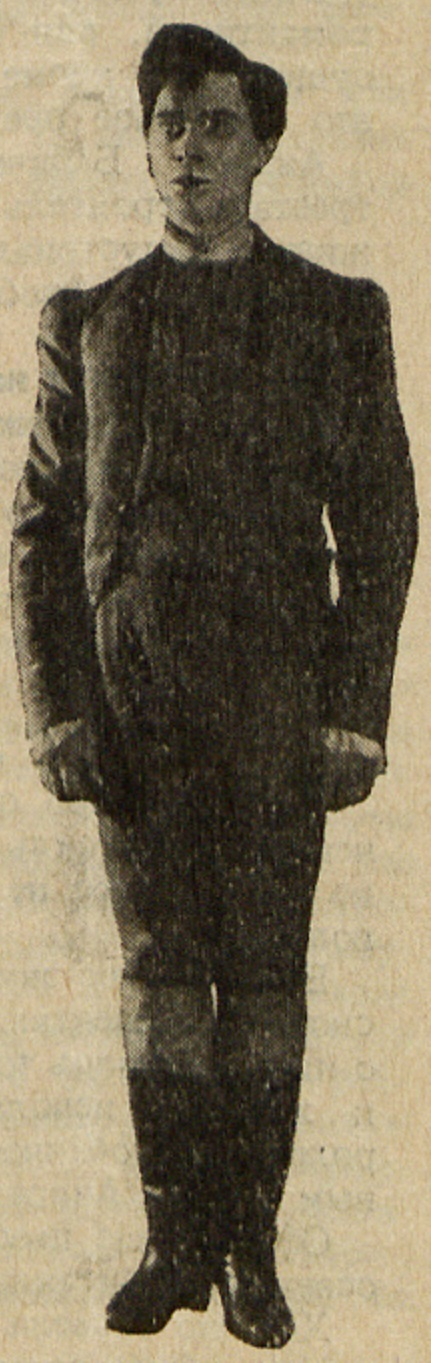
Иван Бурлак в партии Аркадия Ильина. Опера «Тупейный художник».

Родился 6 (18) января 1893 года в селе Алексеевка Новооскольского уезда Курской губернии (ныне — в Белгородской области) в крестьянской семье.
В юности пел в церковном хоре, затем учился на теоретическом факультете Московской консерватории. С началом Первой мировой войны прекратил обучение, а после войны сдал экзамены в Московское синодальное училище на звание хормейстера. В 1920 году Бурлак уехал в Харьков, где стал солистом оперы. По другим данным окончил Высшие музыкальные драматические курсы при Московской консерватории в 1921 году. В 1921—1955 годах работал в Большом театре, побывал с гастролями во многих городах СССР. В 1955 году певец оставил сцену и работал педагогом и режиссёром Всесоюзного государственного концертного объединения. Выступал также как концертный певец.
Во время Великой Отечественной войны певец оставался в Москве и выступал в филиале Большого театра, а в составе концертных бригад выезжал на фронт.
Умер 21 сентября 1964 года. Похоронен на Новодевичьем кладбище (8 участок, 43 ряд). Вместе с И. П. Бурлаком похоронена его жена — Стрельцова (Бурыкалова) Валентина Ивановна (1894—1981). У них было двое сыновей — Вячеслав и Владимир.